# Squamaria (Plantae)
Squamaria, monotipski rod crvenih algi iz porodice Peyssonneliaceae. Jedina je vrsta morska alga S. vulgaris.